# Plan 9 from Outer Space
Plan 9 from Outer Space er en science fiction-/horror-film fra 1959, skrevet og instrueret af Edward D. Wood jr.. Filmen er blevet en kultklassiker, idet den anses for at være topkandidat til titlen "verdens dårligste film", selvom dette stadig er til debat blandt tilhængerne af dårlige kultfilm. Filmen har skaffet Edward D. Wood jr. en posthum Golden Turkey Award som den værste filminstruktør nogensinde.

## Om filmen
Filmen havde oprindeligt titlen Grave Robbers from Outer Space, men det blev ændret til Plan 9 from Outer Space. Af Tim Burtons film Ed Wood fremgår det, at årsagen til ændringen af titlen skulle være, at filmens økonomiske sponsorer, der var diakoner i baptistkirken i Beverly Hills, anså den originale titel for at være ugudelig.
I virkeligheden havde de baptistiske sponsorer ingen indsigelser mod titlen Grave Robbers from Outer Space. De eksakte omstændigheder er ikke kendt, men filmen, der tog tre år at få i biograferne, blev udsendt som Plan 9 from Outer Space uden nogen anerkendelse fra de kirkelige sponsorer. Det er muligt, at Edward D. Wood jr. eller distributionsselskabet prøvede at undgå at skulle betale procenter efter salget.
For at overbevise kirken til at finansiere filmen fik Edward D. Wood jr. overtalt alle de medvirkende til at lade sig døbe. En af de medvirkende, Tor Johnson, der var professionel wrestler, var dog for stor (over 150 kilo) til kirkens døbefont. Derfor måtte dåben flyttes, og den kom til at foregå ved en swimmingpool.
På mange måder er filmen en genindspilning af sciencefiction-klassikeren Den dag jorden stod stille (The Day the Earth Stood Still, 1951), selvom der er tilføjet horrorelementer.
Filmen er bl.a. berømt for den "næsten-medvirkende" Bela Lugosi. Scenerne med Lugosi blev ikke indspillet med denne film i tankerne. De er sandsynligvis testoptagelser til The Ghoul Goes West, en film planlagt af Edward D. Wood jr. Da Lugosi blev udskrevet fra en afvænningsklinik, fortalte han i et interview, at han skulle medvirke i den omtalte film. Efter Lugosis død i 1956 skrev Edward D. Wood jr. optagelserne ind i manuskriptet til Plan 9 from Outer Space og tilrettelagde filmen, så Lugosis figur genopstår fra de døde som vampyr. Dr. Tom Mason, der til daglig var kiropraktor for Wood jr.'s hustru, fik tjansen som stand-in for Lugosi i resten af filmen – selv om han slet ikke lignede Lugosi og var meget højere! Wood jr. forsøgte uden held at skjule dette ved at lade Mason holde en kappe foran ansigtet i alle sine scener (som også Lugosi havde gjort det, da han spillede Dracula). Mason fik dog mulighed for at vise sit ansigt i en anden film, Night of the Ghouls, som Wood jr. lavede senere samme år. Disse to værker blev Masons første og sidste film.
Filmen blev i 2005 genudgivet som bonusmateriale i konsolspillet Destroy All Humans! til Playstation 2 og Xbox.

## Handling
Filmen indledes af en fortæller, den synske tv-vært The Amazing Criswell, og handler om rumvæsener, der forsøger at erobre jorden ved at genoplive de døde på en kirkegård. Handlingen hævdes i filmen at være baseret på edsvorne vidneudsagn, hvilket er særligt imponerende, eftersom Criswell fortæller, at filmen foregår i fremtiden!
Rumvæsnerne har spået, at menneskeheden snart vil udvikle det ultimative våben: en bombe lavet af solarbenite, der kan få partikler af sollys til at eksplodere og til syvende og sidst tilintetgøre universet. Rumvæsnerne har otte gange forsøgt at få menneskeheden til at opgive at bygge bomben, men må opgive, da de end ikke kan få menneskernes opmærksomhed. "Plan 9", deres plan om at genoplive de døde, er deres sidste desperate forsøg.
Til slut i filmen bliver rumvæsnerne overvundet, selvom dette jo ifølge filmens interne logik er en dårlig ting, idet det vil tillade menneskene at udvikle solarbenite bomben og tilintetgøre universet.

## Medvirkende
- Bela Lugosi – The Dracula Character (rollens navn fra Wood's manuskript)
- Maila Nurmi (Vampira) – The Ghoul's wife
- Tor Johnson – Insp. Daniel Clay
- Gregory Walcott – Jeff Trent
- Mona McKinnon – Paula Trent
- Duke Moore – Lt. John Harper
- Tom Keene – Col. Tom Edwards
- Dudley Manlove – Eros
- Joanna Lee – Tanna
- John Breckinridge – The Ruler
- Edward Reynolds – Grave digger (ukrediteret)
- Reverend Jim Lymon – Minister at Clay's funeral (ukrediteret)
- Dr. Tom Mason – The Dracula Character/Lugosi Double (ukrediteret)
- Paul Marco – Patrolman Kelton
- Conrad Brooks – Jamie the cop
- Criswell – The Story Teller

## Fejl i filmen
Plan 9 from Outer Space er berømt for en sand overflod af iøjnefaldende fejl. Nogle af de mest grelle:
- Nat- og dagscener er konstant indflettet mellem hinanden i samme scene (for eksempel løber Paula Trent i mørket gennem kirkegården, mens et gammelt mands lig forfølger hende i dagslys). En rude i rumvæsnernes rumskib viser en overskyet dag (vist under en scene der foregår om natten), mens andre kun viser mørke.
- Masons forsøg på at skjule, at han ikke er Lugosi, er meget mislykkede. Som en tidlig udgave af Leonard Maltins filmguidebog udtrykker det: "Lugosi døde under produktionen, og det kan ses" (Lugosi døde faktisk før produktionen startede).
- Criswell's fortællerstemme siger i starten af filmen, at "fremtidige begivenheder som disse vil berøre jer i fremtiden" (how "future events such as these will affect you in the future").
- I talrige kirkegårdsscener vakler gravstenene, og i et enkelt tilfælde vælter en af dem.
- I en scene i et cockpit afslører et lysglimt skyggerne af et mikrofonstativ. I samme scene støder skuespillerinden, der spiller stewardesse, ind i bagtæppet flere gange, mens hun venter på sit stikord.
- De flyvende tallerkner (der tydeligt dingler på snore) kaster skygger på bagtæppet, der skal forestille rummet.
- Da Tor Johnson lader pigen falde på kirkegården, ser man tydeligt en pude under hende.
- Især i de første scener ser man, at rumskibet hænger i en snor.

## Film og bøger om Plan 9
Plan 9 from Outer Space er emnet for en dokumentarfilm med titlen Flying Saucers Over Hollywood: The Plan 9 Companion, der er 30 minutter længere end Edward D. Wood jr.'s film. Dokumentaren er inkluderet på mange dvd-udgaver af Plan 9.
Rudolph Greys biografiske bog Nightmare of Ecstasy: The Life and Art of Edward D. Wood Jr. indeholder anekdoter fra filmens tilblivelse.
I 1994 instruerede Tim Burton den biografiske, men fiktive film Ed Wood, hvor den dramatiske finale er tilblivelsen af og premieren på Plan 9 from Outer Space. Johnny Depp spiller rollen som Edward D. Wood jr., Martin Landau spiller Bela Lugosi, og Bill Murray spiller Bunny Breckinridge. Ed Woods kumpaner Conrad Brooks og Gregory Walcott, der spillede med i Plan 9 from Outer Space, har små (cameo)roller også i Tim Burtons film.